# Meladema imbricata
Meladema imbricata é uma espécie de escaravelho da família Dytiscidae.
É endémica de Espanha.